# 天桥 (秦皇岛)
39°55′38.204″N 119°35′59.449″E / 39.92727889°N 119.59984694°E
天桥，位于河北省秦皇岛市，有两座，分别称“老天桥”和“新天桥”，曾是秦皇岛市地标性建筑，现已无存。

## 老天桥
1916年，京奉铁路秦皇岛绕线工程完工，新设南大寺站和秦皇岛站（现秦皇岛南站），秦皇岛成为京奉铁路沿线上最重要的站点之一，同时也使市内铁路增长1.25公里。增长的这1.25公里铁路穿越秦皇岛城区，形成了南北分界线。自此，秦皇岛有了“道南”、“道北”的说法，这里的“道”是指铁路。同年，铁路上架起一座拱形过街天桥，成为新地标。
当时，道南多为商铺，有洋房、开滦广场、三角花园、南山特等一号房。道北是平民区，多为低矮平房，下雨时土路满是污泥，街上有挑担子叫卖的小贩，以及从柴禾市到雨来散，再到老天桥市场、长城马路的人群。老天桥穿起了道南和道北这两个世界，形成了秦皇岛最初的城市格局。
老天桥用白水泥建造，栏杆为2寸铁管。老天桥横跨进港铁路，位于老天桥道口南侧；向南通解放里经解放路、煤厂开滦路、缸砖路直达老码头；向北通兴隆街、太平街到老市政府等。1964年春，老天桥拆除。
老天桥道口位于秦皇小区西南，建筑年代不详，是秦皇岛市近代工业遗产，属于“秦皇岛港口近代建筑群”，但未被列为文物保护单位。

## 新天桥
新天桥位于高道口西侧，由留美工程师刘西古设计，1959年由市政工程处建造。当时秦皇岛市区即海港区被津山铁路分隔成南北两个部分，人称“道南”和“道北”。当时秦皇岛的两大企业秦皇岛港务局、耀华玻璃厂都位于道南，所以道口的流量很大。新天桥为南北行人及车辆通过而建。
新天桥建成后，曾形成小市场。新天桥旁边有个古玩市场，过去不少商贩还在新天桥上做生意，出售针头线脑、水果等等。2000年时，随着市政建设，新天桥已失去主要通道作用，很少有人在新天桥上行走。
2017年5月，秦皇岛市启动山海旅游铁路项目。山海旅游铁路工程起自秦皇岛东港码头，终至板厂峪景区，线路全长40多公里，主要分为港区铁路、秦南地区、柳江地方铁路、新建驻操营至板厂峪景区等四段建设。计划2017年8月试运行，9月10日前正式运行。该项目也将作为河北省第二届旅游产业发展大会重点观摩展示项目。为此，从2017年5月初秦皇岛南站及文化路地道桥开始施工，到6月底文化路地道桥已实现主路通车。2017年6月底到7月初，位于文化路地道桥上面的新天桥因为建设山海旅游观光铁路的需要而拆除。